# Ilha Zhifu
(MAPA)
A Ilha Zhifu (芝罘島 Pinyin: Zhīfù dǎo, Wade-Giles: Chih-fu tao), ou Ilha Norte (北島 Běi dǎo, Pei tao), é uma ilha com grande significado histórico situada na China, no mar de Bohai, que pertence à cidade de Yantai, na província de Shandong. O Carbono-14 indica que a ilha é do período Neolítico.
Uma das lendas mais famosas que envolvem a Ilha Zhifu, diz que aqui viveu Xu Fu, que foi nomeado pela imperador Qin Shi Huang da Dinastia Qin, líder de uma expedição com vários navios e mais de 1000 homens e mulheres para encontrar o elixir da longa vida, segundo a lenda, a expedição nunca retornou, pois se o fizessem sem o elixir, seriam certamente executados, a lenda diz que eles se instalaram em uma das ilhas japonesas. 

## Características geográficas
- Área: 11.5 km²
- Área da Costa: 22.5 km
- Temperatura da ilha: 11.40-13.50 °C